# Metapenaeopsis costata
Metapenaeopsis costata är en kräftdjursart som beskrevs av Crosnier 1991. Metapenaeopsis costata ingår i släktet Metapenaeopsis och familjen Penaeidae. Inga underarter finns listade i Catalogue of Life.